# ای‌اس-۱۹
اِی‌اس-۱۹ (انگلیسی: AS-19) یک آگونیست قوی گیرنده ۷ سروتونین است و در برگشت دادنِ فراموشیِ ناشی از مصرفِ داروهایی چون اسکوپولامین و دیزوسیپلین مؤثر است و قادر است از طریق مهار ایجاد حافظهٔ کوتاه‌مدت، به اکتساب حافظهٔ درازمدت کمک کند.